# Oroxyleae
Tribu
Les Oroxyleae sont une tribu de plantes à fleurs de la famille des Bignoniaceae.
Le genre type est Oroxylum Vent.

## Liste des genres
Hieris – Millingtonia – Nyctocalos – Oroxylum

## Publication originale
- (en) Reveal J.L., 2012. An outline of a classification scheme for extant flowering plants. Phytoneuron 2012-37: 1–221 (lien).